# 冯尚友
冯尚友（1923年—1999年），男，直隶（今河北）抚宁人，中国水文水资源专家，曾任武汉水利电力学院教授、博士生导师。